# Jean-Pierre Boyer
Jean-Pierre Boyer (ur. 15 lutego lub 28 lutego 1776, zm. 9 lipca 1850) – haitański wojskowy i polityk.
Uczestniczył w walkach o niepodległość Haiti. Dzień po śmierci Alexandre Pétiona (29 marca 1818) został wybrany prezydentem Republiki. Elekcji dokonano pod presją przewodniczącego Senatu, nie dopuszczając ewentualnych kontrkandydatów. W 1820 kierował akcją wojskową, która doprowadziła do unifikacji państwa. W lutym 1822 zajął stolicę hiszpańskiej części wyspy. W wyniku rewolty, która wybuchła w styczniu 1843, złożył rezygnację (13 marca 1843) i wyjechał z kraju. Zmarł w Paryżu.